# Frank Germann
Frank Germann (* 26. August 1967 in Olpe) ist ein ehemaliger deutscher Fußballspieler.

## Werdegang
Als C-Jugendlicher wechselte Germann vom RSV Meinerzhagen zu Borussia Dortmund. Am 24. Februar 1990 machte er für Bayer 04 Leverkusen beim Karlsruher SC sein einziges Bundesligaspiel. Im Jahre 1992 wechselte Germann zum Oberligisten Arminia Bielefeld, wo er Stammspieler wurde. Mit Arminia stieg er 1995 in die 2. Bundesliga und ein Jahr später in die 1. Bundesliga auf. In 106 Spielen für die Arminia erzielte er vier Tore. 1996 wechselte Germann für eine Saison zu Hannover 96, für die er 30 Spiele bestritt und den Aufstieg zur 2. Liga nur knapp verfehlte. Daraufhin wechselte der Abwehr- u. Mittelfeldspieler zu den Sportfreunden Siegen (124 Einsätze), mit denen er 1998 ebenfalls knapp den Aufstieg in die 2. Bundesliga verfehlte und ein Jahr später das Viertelfinale des DFB-Pokals erreichte. Nach dem Ende seiner Karriere im Jahre 2001 wirkte Germann zehn Jahre lang als Spieler und Trainer bei der SpVg Olpe.

## Erfolge
- Deutscher B-Jugendmeister: 1984 mit Borussia Dortmund
- 10 Einsätze in der deutschen Schüler- u. U20-Nationalmannschaft
- Aufstieg mit Arminia Bielefeld in die 2. und 1. Liga (1995 / 1996)
- Aufstiegsrunde zur 2. Liga mit Hannover 96 (1997)
- DFB-Pokal 1/4 Finale mit Hannover 96
- Aufstiegsrunde zur 2. Liga mit Sportfreunde Siegen (1998)
- 1 × DFB-Pokal 1/4 Finale mit Sportfreunde Siegen